# 成宮寛貴
成宮 寛貴（なりみや ひろき、1982年〈昭和57年〉9月14日 - ）は、日本の俳優、実業家。東京都出身。2016年に芸能界を一度引退するまではトップコートに所属していた。
芸能界復帰後はMSエンタテインメントプロダクツに所属。
俳優活動を一度退いてからは、本名の平宮 博重（なりみや ひろしげ）名義で活動を行い、企業の商材アドバイジングや本人の商品プロデュース（HNProduct）などの活動を行っている。2024年9月14日からはトータルビューティブランド〈NU DO.(ヌードゥー)〉の立ち上げの発表と商品販売を開始した。

## 略歴

### 芸能界デビュー
2000年に、オーディションを経て宮本亞門演出の舞台『滅びかけた人類、その愛の本質とは…』のケイン役で俳優デビューした。この時は、「平宮博重」名義で出演していた。翌2001年に『溺れる魚』で映画デビュー、2002年にはJ-PHONE（当時、後のソフトバンクモバイル）のCMに出演するとともに、日本テレビにて放映された『ごくせん』に野田猛役として出演。
2003年のTBS『高校教師』に出演。同年に封切られた映画『あずみ』にも出演。2005年には第29回エランドール賞新人賞を受賞。スワロフスキーの主催による「CRYSTALLIZED STYLE AWARD」を、「クリスタルのごとく洗練された輝きと創造性を有するセレブリティ」としてhitomiとともに受賞。9月には女性誌『anan』でオールヌードを披露した。
2006年に封切られた映画『アキハバラ@DEEP』では、主役にあたる「ページ」という名の役を演じた。2007年にニューカレドニア観光親善大使に就任した。2009年9月18日、ハローキティとのコラボレーションのジュエリーを発表した。
2010年、TBS連続ドラマ『ヤンキー君とメガネちゃん』で主人公の高校2年生・品川大地役を27歳にして演じる。同作品は成宮にとっては初の地上波連続ドラマ単独主演作であり、ドラマ放送期間中は「品川大地オフィシャルブログ」なるブログも開設された。
2011年3月21日放送の『風の少年〜尾崎豊 永遠の伝説〜』（テレビ東京）では尾崎豊を演じ、ドラマ内での尾崎の曲を全て自身で歌った。
2012年10月、『相棒』（テレビ朝日）のseason11から3代目相棒・甲斐享役で出演。2015年3月のseason13最終回を以って卒業した。当初は2年の約束であったが、水谷やスタッフサイドの要望により1年延長された。
2013年、『金田一少年の事件簿N』（日本テレビ）では主人公金田一一のライバル高遠遙一を演じ、稲垣吾郎の金田一耕助シリーズ（フジテレビ）の『悪魔が来りて笛を吹く』で犯人役を演じており「金田一耕助の孫が活躍する物語」と「金田一耕助が活躍する話」の2作品で、それぞれと対決する犯罪者を演じた。

### 芸能界引退
2012年に主演した映画『逆転裁判』に関するインタビューの際、成宮は「30過ぎてから仕事は変えず、俳優一本で行こうと腹をくくった」と述べていたが、2016年12月9日、所属事務所を通じ芸能界からの引退を発表した。
現在はInstagramを本名で開設したのち、自身の誕生日である2019年9月14日に「Hiroshige Narimiya」としての公式サイトを開設。自身が描いた絵をもとにした商品プロデュースに携わっており、マグカップやバスソルトなどを販売、企業や有名ブランドのプロダクトデザインなどのPRやクリエイティブに関わる仕事をしている。
2019年10月2日、NEWSポストセブンはテレビ朝日系ドラマ『相棒』での芸能界復帰を報じたが、一方で『相棒』の脚本家の一人である輿水泰弘は自身のツイッターでこの復帰報道はフェイクニュースであるとして否定しており、成宮本人も10月3日に自身のインスタグラム及びTwitterで一連のニュースを否定した。この報道に関して、ORICON NEWSの取材によると、以前に所属していた芸能事務所であるトップコートは「何も聞いていないため回答できない」とコメントをしており、テレビ朝日も「その予定はございません」と回答している。
2020年4月27日、俳優の水嶋ヒロによるインスタライブ配信を視聴していたところ、急遽コラボ出演することになり、20分ほど水嶋との会話を繰り広げた。同配信は水嶋の投稿に残され、約12万回再生されるほどの話題になった。

### 芸能界復帰
2024年9月、芸能界に復帰し活動を再開したことが報じられた。11月4日、住之江競艇場で行われたトークショーに登壇し、引退表明以来8年ぶりに公の場へ姿を見せた。トークショーのなかで、俳優の仕事を再開し現在はドラマの撮影中であることを自ら明かした。2025年3月、配信ドラマ『死ぬほど愛して』（ABEMA）に主演、俳優活動を再開した。

## 人物
2015年7月放送されたTBS系列『A-Studio』にて、母子家庭で育ち、中学生であった14歳の時に母親が他界したことを明かしている。成宮は高校には進学せず、引越し屋、運送のアルバイトなどで自ら生計を立てて、弟には毎日弁当を作って学校へ持たせるなどして面倒を見た。
同番組内では「どうやったら弟を支えられるんだろうと思っていたときに、偶然俳優のオーディションの話をいただいて、受けたのがきっかけ」、「前に前に出ていかなきゃいけないんで、芸能界向いてるのかな、って毎回悩んだりします」とも語っている。「中卒の自分に何ができるか」と考え、芸能界入りする。

## 出演
※ 主演は役名を太字で示す。

### テレビドラマ
- 金田一少年の事件簿 第4話・第5話（2001年8月4日・8月11日、日本テレビ）：斑目揚羽 役
- 木更津キャッツアイ（2002年1月18日 - 3月15日、TBS）：佐々木純 役
- サラリーマン金太郎3 第3話（2002年1月20日、TBS）：丸山登の息子 役
- ごくせん 第1シリーズ（2002年4月17日 - 7月3日、日本テレビ）：野田猛 役
  - ごくせんスペシャルさよなら3年D組…ヤンクミ涙の卒業式（2003年3月26日、日本テレビ）
- 超V.I.P.「フォーチュンの扉」第4話（2002年7月29日、フジテレビ）：南条拓哉 役
- 利家とまつ〜加賀百万石物語〜（2002年、NHK）：前田利政 役
- 少年たち3（2002年8月19日 - 9月9日、NHK）：海野友紀 役
- オカンは宇宙を支配する（2002年9月23日、フジテレビ）：鎌田ツヨシ 役
- 成りあがり（2002年11月23日、フジテレビ）：斉木昌弘 役
- 高校教師（2003年1月10日 - 3月21日、TBS）：上谷悠次 役
- Stand Up!!（2003年7月4日 - 9月12日、TBS）：宇田川隼人 役
- 68FILMS 美少年Hi! 第9話「恋する梅干し」（2003年8月16日、BS-i・BSフジ）：主演
- ニコニコ日記（2003年9月26日・9月27日、NHK）：青年 役
- TRICK3 第9話・最終話（2003年10月16日 - 12月18日、テレビ朝日）：岸本誠一 役
- ほんとにあった怖い話「さがしもの」（2004年1月17日、フジテレビ）：孝治 役
- 乱歩R 第3話（2004年1月26日、読売テレビ）：伊志田優二 役
- オレンジデイズ（2004年4月11日 - 6月20日、TBS）：相田翔平 役
- Mの悲劇（2005年1月16日 - 3月20日、TBS）：下柳晃一 役
- いま、会いにゆきます（2005年7月3日 - 9月18日、TBS）：秋穂巧 役
- あいのうた（2005年10月12日 - 12月14日、日本テレビ）：柳沼佑介 役
- 女の一代記 第3夜『杉村春子・悪女の一生』（2005年11月26日、フジテレビ）：石山季彦 役
- 功名が辻（2006年、NHK）：豊臣秀次 役
- 西遊記 第六巻（2006年2月13日、フジテレビ）：修周/鶏肖魔人 役
- 生きててもいい…? 〜ひまわりの咲く家〜（2006年3月3日、フジテレビ）：菅原晴一郎 役
- スイッチを押すとき（2006年7月20日 - 9月22日、毎日放送・GyaO）：南洋平 役
- 華麗なる一族（2007年1月14日 - 3月18日、TBS）：一之瀬四々彦 役
- 悪魔が来りて笛を吹く（2007年1月5日、フジテレビ）：三島東太郎 役
- テレサ・テン物語〜私の家は山の向こう（2007年6月2日、テレビ朝日）：ジム 役
- スシ王子!（2007年7月27日 - 9月14日、テレビ朝日）：一柳洋 役
- はだしのゲン（2007年8月10日・8月11日、フジテレビ）：吉田政二 役
- スワンの馬鹿! 〜こづかい3万円の恋〜（2007年10月16日 - 12月18日、関西テレビ）：川瀬光充 役
- ハチミツとクローバー（2008年1月8日 - 3月18日、フジテレビ）：森田忍 役
- 千の風になって ドラマスペシャル 第5弾『なでしこ隊〜少女達だけが見た特攻隊・封印された23日間〜』（2008年9月20日、フジテレビ）：本島桂一 役
- ブラッディ・マンデイ（2008年10月11日 - 12月20日/2010年1月23日 - 3月20日、TBS）：テロリストJ（神崎潤） 役
- イノセント・ラヴ（2008年10月20日 - 12月22日、フジテレビ）：瀬川昴 役
- 誰も守れない（2009年1月24日、フジテレビ）：中原孝二 役
- 幸福のスープはいかが?（2009年3月26日・3月27日、NHK・香港ラジオテレビ）：田尾哲也 役
- ザ・クイズショウ 第3話（2009年5月2日、日本テレビ）：宮本健治 役
- ザ・ライバル「少年サンデー・少年マガジン物語」（2009年5月5日、NHK）：三条大輔 役
- 都市伝説セピア「フクロウ男」（2009年7月26日、WOWOW）：佐伯武彦 役
- 戦場のメロディ（2009年9月12日、フジテレビ）：植木信吉 役
- 東京DOGS 第1話（2009年10月19日、フジテレビ）：棚島秀夫 役
- ニュース速報は流れた（2009年11月18日 - 2010年4月21日、フジテレビワンツーネクスト）：小林亮平 役
- ヤンキー君とメガネちゃん（2010年4月23日 - 6月25日、TBS）：品川大地 役
- Wの悲劇（2010年1月11日、TBS）：和辻卓夫 役
- BUNGO -日本文学シネマ- 高瀬舟（2010年2月23日、TBS）：喜助 役
- 獣医ドリトル（2010年10月17日 - 12月19日、TBS）：花菱優 役
- TAROの塔（2011年2月26日 - 4月2日、NHK）：堀口茂治 役
- 風の少年〜尾崎豊 永遠の伝説〜（2011年3月21日、テレビ東京）：尾崎豊 役
- 最後の晩餐 〜刑事・遠野一行と七人の容疑者〜（2011年5月14日、テレビ朝日）：八木沢鷹彦 役
- 陽はまた昇る（2011年7月21日 - 9月15日、テレビ朝日）：八木沢鷹彦 役
- もう誘拐なんてしない（2012年1月3日、フジテレビ）：山部勢司 役
- 梅ちゃん先生（2012年4月2日 - 9月29日、NHK）：吉岡智司 役
- 陽だまりの樹（2012年4月6日 - 6月22日、NHK BSプレミアム）：手塚良庵 役
- 一休さん（2012年6月30日、フジテレビ）：蜷川新右衛門 役
  - 一休さん2（2013年5月5日、フジテレビ）
- 相棒（2012年10月10日 - 2015年3月18日・2017年3月22日、テレビ朝日）：甲斐享 役[注 3]（水谷豊とW主演）
  - season11 第1話 - season13 最終話
  - season15 最終話（回想）
  - season16 最終話（ノンクレジット、写真のみ）
  - season17 第1話、第2話、第19話（すべて回想）
  - season22 第10話（回想・写真）
- クロユリ団地〜序章〜 第7話（2013年5月21日、TBS）：笹原忍 役
- 金田一少年の事件簿 獄門塾殺人事件（2014年1月4日、日本テレビ）：高遠遙一 役
  - 金田一少年の事件簿N 第5話・第6話・第8話・第9話（2014年8月16日・8月23日・9月13日・9月20日、日本テレビ）
- ふたがしら（2015年6月13日 - 7月11日/2016年9月17日 - 10月15日、WOWOW）：甚三郎 役
- 花咲舞が黙ってない 第2シリーズ 第2話 - 最終話（2015年7月15日 - 9月16日、日本テレビ）：松木啓介 役
- 37.5℃の涙（2015年7月9日 - 9月17日、TBS）：朝比奈元春 役
- 妻と飛んだ特攻兵（2015年8月16日、テレビ朝日）：山内節夫 役[31]
- 怪盗 山猫（2016年1月16日 - 3月19日、日本テレビ）：勝村英男（カメレオン） 役[32]
- 大奥（2016年1月22日・1月29日、フジテレビ）：徳川家斉 役[33]
- 不機嫌な果実（2016年4月29日 - 6月10日、テレビ朝日）：野村健吾 役
- 早子先生、結婚するって本当ですか? 第5話 - 最終話（2016年5月19日 - 6月16日、フジテレビ）：岡山藤吾 役[34]
- 世にも奇妙な物語 '16秋の特別編「貼られる!」（2016年10月8日、フジテレビ）：椎名毅 役[35]
- IQ246〜華麗なる事件簿〜 第5話（2016年11月13日、TBS）：千代能光一 役[36]

### 映画
- 溺れる魚（2001年2月3日）：渋沢泰人 役
- 生霊〜いきすだま〜（2001年6月23日）：森公介 役
- ラヴァーズ・キス（2003年1月25日）：藤井朋章 役
- あずみ（2003年5月10日）：うきは 役
- アイノカラダ（2003年9月27日）：萩原 役
- 深呼吸の必要（2004年5月29日）：西村大輔 役
- 下弦の月〜ラスト・クォーター（2004年10月9日）：安西知己 役
- NANA（2005年9月3日）：寺島伸夫 役
- 乱歩地獄「鏡地獄」（2005年11月5日）：齋透 役
- 探偵事務所5”〜5ナンバーで呼ばれる探偵達の物語〜（2005年11月26日）：探偵591 役
- あらしのよるに（2005年12月10日）：メイ 役（声優）
- Bandage（2006年、企画されるが実質中止となっている）
- アキハバラ@DEEP（2006年9月2日）：ページ 役
- 椿山課長の七日間（2006年11月18日）：竹内弘実 役
- NANA2（2006年12月9日）：寺島伸夫 役
- さくらん（2007年2月24日）：惣次郎 役
- アンフェア the movie（2007年3月17日）：戸田 役
- ララピポ（2009年2月7日）：栗野健治 役
- ハルフウェイ（2009年2月21日）：高梨先生 役
- ドロップ（2009年3月20日）：信濃川ヒロシ 役
- THE CODE/暗号（2009年5月9日）：探偵591 役
- ごくせん THE MOVIE（2009年7月11日）：野田猛 役
- 交渉人 THE MOVIE タイムリミット高度10,000mの頭脳戦（2010年）：沢木秀二 役
- 孤高のメス（2010年6月5日）：中村弘平 役
- ばかもの（2010年12月18日）：大須秀成 役
- 漫才ギャング (2011年3月19日)
- 逆転裁判（2012年2月11日）：成歩堂龍一 役
- のぼうの城（2012年11月2日）：酒巻靱負 役
- クロユリ団地（2013年5月18日）：笹原忍 役[37]
- 相棒 -劇場版III- 巨大密室! 特命係 絶海の孤島へ（2014年4月26日）：主演・甲斐享 役
- 映画 暗殺教室〜卒業編〜（2016年3月25日）：柳沢誇太郎 役[38]

### 舞台
- 滅びかけた人類、その愛の本質とは…（2000年）：ケイン 役
- ハムレット（2001年）：フォーティンブラス 役
- 黄昏（2003年）：ビリー・レイ 役
- 浪人街（2004年）：有村一馬 役
- お気に召すまま（2004年、2007年）：ロザリンド 役
- マダムメルヴィル（2004年）：カール 役
- KITCHEN キッチン（2005年）：ペーター 役
- 魔界転生（2006年）：天草四郎 役
- 太陽に灼かれて（2011年）：ミーチャ 役
- 太陽2068（2014年）：森重富士太 役

### 配信ドラマ
- Sweet Room 第1話「ラスト・ラブ」（2009年8月1日 - 、BeeTV）：主演
- パーティーは終わった  Episode1「染められたい」（2011年2月1日 - 2月17日、BeeTV）：ユウビ 役
- 相棒 -劇場版III- 序章（2014年3月29日 - 4月19日、dビデオ）：甲斐享 役
- 死ぬほど愛して（2025年3月27日 - 、ABEMA SPECIAL）：神城真人 役[25]

### 吹き替え
- A.I.（2005年1月12日、TBS）：ジゴロ・ジョー 役（ジュード・ロウ）
- スーパーナチュラル（2006年10月20日DVDレンタル開始、ワーナー・ホーム・ビデオ）：サム・ウィンチェスター 役（ジャレッド・パダレッキ）※シーズン2まで
- エクリプス/トワイライト・サーガ（2010年11月6日）：エドワード・カレン 役（ロバート・パティンソン）
- PAN 〜ネバーランド、夢のはじまり〜（2015年10月31日）：フック船長 役（ギャレット・ヘドランド）[39]

### ドキュメンタリー
- 地球をめぐる冒険 アルプスの雪解け水を追え!（2016年8月13日、毎日放送制作、TBS系列）：ナビゲーター[40]

### バラエティ番組
- アリゾナの魔法（2004年4月9日 - 2005年3月25日、日本テレビ）

### テレビアニメ
- エグザムライ（2007年）：TAKAHIRO 役

### CM
- J-PHONE（2002年）
- ハウス食品
  - 「ビストロシェフ」（2003年）
  - 「新・カレーライス宣言」（2005年）
- アニマックス 開局5周年記念CM（2003年）
- JAL 北海道キャンペーン（2004年）
- ボーダフォン（2004年）
- エフティ資生堂「シーブリーズ」（2006年）
- ユニクロ（2007年）
- 宝酒造「タカラCANチューハイ 直搾り」（2007年）
- グンゼ（2008年）
- ホーユー「メンズビューティーン」（2008年 - 2009年）
- 森永乳業「マウントレーニア ダブルエスプレッソ」（2009年）
- キャドバリー「ストライド」（2010年）
- シマンテック「ノートン2011」（2010年）
- コスモライフ「コスモウォーター」（2012年 - 2016年）
- ヤマトホームコンビニエンス（2012年）
- フィリップス（2012年 - ）
- サッポロビール「ホワイトベルグ」（2014年）
- ダイハツ「ムーヴ」（2014年）
- グラクソ・スミスクライン「シュミテクト」（2015年 - 2016年）
- ファイナルファンタジー レコードキーパー（2016年）[41]

### ゲーム
- 龍が如く4 伝説を継ぐもの（2010年3月18日発売）：谷村正義 役
- レイトン教授VS逆転裁判（2012年11月29日発売）：成歩堂龍一 役

### ミュージック・ビデオ
- Crystal Kay「Bye My Darling!」（2004年）
- 東方神起「Stand by U」（ラストラブ Ver.）（2009年）

## 書籍

### 写真集
- I'm...（2003年6月28日、オリコンエンタテイメント） ISBN 4871310531
- 成宮寛貴パーソナルブック「rah rah」（2003年12月18日、JUNON別冊・主婦と生活社） ISBN 4391128993
- Milk（2004年6月25日、蜷川実花撮影、集英社） ISBN 4087803937
- なりみやでした。（2009年12月5日、ワニブックス） ISBN 4847018869
- 成宮寛貴10周年記念メモリアル本「Hiroki Narimiya Anniversary Book 10」（2010年7月1日、角川マーケティング） ISBN 4048950940

## 映像作品
- Imagine（2004年3月17日、ポニーキャニオン）